# Félix Auger-Aliassime
Félix Auger-Aliassime (phát âm tiếng Pháp: [feliks oʒe aljasim]; sinh ngày 8 tháng 8 năm 2000) là một vận động viên quần vợt chuyên nghiệp người Canada. Thứ hạng đánh đơn ATP cao nhất của anh là vị trí số 28 vào ngày 20 tháng 5 năm 2019 và thứ hạng trẻ ITF cao nhất là vị trí số 2 vào ngày 6 tháng 6 năm 2016. Anh hiện đang là tay vợt trẻ nhất trong top 100 trên bảng xếp hạng ATP.

## Chung kết đơn ATP

### Đơn: 1 (1 á quân)
| Chú thích                         |
| --------------------------------- |
| Grand Slam (0–0)                  |
| ATP World Tour Finals (0–0)       |
| ATP World Tour Masters 1000 (0–0) |
| ATP World Tour 500 (0–1)          |
| ATP World Tour 250 (0–0)          |

| Danh hiệu theo mặt sân |
| ---------------------- |
| Cứng (0–0)             |
| Đất nện (0–1)          |
| Cỏ (0–0)               |

| Danh hiệu theo lắp đặt |
| ---------------------- |
| Ngoài trời (0–1)       |
| Trong nhà (0-0)        |

| Kết quả | T–B | Ngày             | Giải đấu         | Thể loại | Mặt sân | Đối thủ    | Tỷ số    |
| ------- | --- | ---------------- | ---------------- | -------- | ------- | ---------- | -------- |
| Á quân  | 0–1 | tháng 2 năm 2019 | Rio Open, Brasil | 500      | Đất nện | Laslo Đere | 3–6, 5–7 |

## Chung kết ATP Challenger Tour và ITF Futures

### Đơn: 9 (6 danh hiệu, 3 á quân)
| Chú thích                 |
| ------------------------- |
| ATP Challenger Tour (4–1) |
| ITF Futures (2–2)         |

| Kết quả | T–B | Ngày              | Giải đấu              | Thể loại   | Mặt sân  | Đối thủ                         | Tỷ số                   |
| ------- | --- | ----------------- | --------------------- | ---------- | -------- | ------------------------------- | ----------------------- |
| Á quân  | 0–1 | tháng 5 năm 2016  | Spain F12, Lleida     | Futures    | Đất nện  | Ramkumar Ramanathan             | 6–7(1–7), 2–6           |
| Vô địch | 1–1 | tháng 11 năm 2016 | USA F35, Birmingham   | Futures    | Đất nện  | Juan Manuel Benítez Chavarriaga | 7–5, 7–5                |
| Á quân  | 1–2 | tháng 1 năm 2017  | USA F3, Plantation    | Futures    | Đất nện  | Roberto Cid Subervi             | 7–6(7–4), 6–7(3–7), 0–6 |
| Vô địch | 2–2 | tháng 3 năm 2017  | Canada F2, Sherbrooke | Futures    | Cứng (i) | Gleb Sakharov                   | 3–6, 6–3, 6–4           |
| Vô địch | 3–2 | tháng 6 năm 2017  | Lyon, Pháp            | Challenger | Đất nện  | Mathias Bourgue                 | 6–4, 6–1                |
| Vô địch | 4–2 | tháng 9 năm 2017  | Seville, Tây Ban Nha  | Challenger | Đất nện  | Íñigo Cervantes                 | 6–7(4–7), 6–3, 6–3      |
| Vô địch | 5–2 | tháng 6 năm 2018  | Lyon, Pháp            | Challenger | Đất nện  | Johan Tatlot                    | 6–7(3–7), 7–5, 6–2      |
| Á quân  | 5–3 | tháng 6 năm 2018  | Blois, Pháp           | Challenger | Đất nện  | Scott Griekspoor                | 4–6, 4–6                |
| Vô địch | 6–3 | Tháng 10 năm 2018 | Tashkent, Uzbekistan  | Challenger | Cứng     | Kamil Majchrzak                 | 6–3, 6–2                |

### Đôi: 2 (2 danh hiệu)
| Chú thích                 |
| ------------------------- |
| ATP Challenger Tour (1–0) |
| ITF Futures (1–0)         |

| Kết quả | T–B | Ngày              | Giải đấu           | Thể loại   | Mặt sân  | Đồng đội       | Đối thủ                          | Tỷ số            |
| ------- | --- | ----------------- | ------------------ | ---------- | -------- | -------------- | -------------------------------- | ---------------- |
| Vô địch | 1–0 | tháng 11 năm 2016 | USA F36, Niceville | Futures    | Đất nện  | Patrick Kypson | Patrick Daciek Dane Webb         | 7–5, 6–1         |
| Vô địch | 2–0 | tháng 2 năm 2018  | Budapest, Hungary  | Challenger | Cứng (i) | Nicola Kuhn    | Marin Draganja Tomislav Draganja | 2–6, 6–2, [11–9] |

## Chung kết Grand Slam trẻ

### Đơn: 2 (1 danh hiệu, 1 á quân)
| Kết quả | Năm  | Giải đấu     | Mặt sân | Đối thủ              | Tỷ số         |
| ------- | ---- | ------------ | ------- | -------------------- | ------------- |
| Á quân  | 2016 | Pháp Mở rộng | Đất nện | Geoffrey Blancaneaux | 6–1, 3–6, 6–8 |
| Vô địch | 2016 | Mỹ Mở rộng   | Cứng    | Miomir Kecmanović    | 6–3, 6–0      |

### Đôi: 3 (1 danh hiệu, 2 á quân)
| Kết quả | Năm  | Giải đấu   | Mặt sân | Đồng đội         | Đối thủ                                   | Tỷ số         |
| ------- | ---- | ---------- | ------- | ---------------- | ----------------------------------------- | ------------- |
| Vô địch | 2015 | Mỹ Mở rộng | Cứng    | Denis Shapovalov | Brandon Holt Riley Smith                  | 7–5, 7–6(7–3) |
| Á quân  | 2016 | Wimbledon  | Cỏ      | Denis Shapovalov | Kenneth Raisma Stefanos Tsitsipas         | 6–4, 4–6, 2–6 |
| Á quân  | 2016 | Mỹ Mở rộng | Cứng    | Benjamin Sigouin | Juan Carlos Aguilar Felipe Meligeni Alves | 3–6, 6–7(4–7) |

## Thống kê sự nghiệp đơn
| VĐ | CK | BK | TK | V# | RR | Q# | A |  | Z# | PO | G | F-S | SF-B | NMS | NH |

Tính đến Madrid Masters.
| Tournament                  | 2015 | 2016 | 2017 | 2018 | 2019  | SR         | T–B        | %Thắng     |
| --------------------------- | ---- | ---- | ---- | ---- | ----- | ---------- | ---------- | ---------- |
| Grand Slam                  |      |      |      |      |       |            |            |            |
| Úc Mở rộng                  | A    | A    | A    | A    | VL2   | 0 / 0      | 0–0        | 0%         |
| Pháp Mở rộng                | A    | A    | A    | VL2  |       | 0 / 0      | 0–0        | 0%         |
| Wimbledon                   | A    | A    | A    | A    |       | 0 / 0      | 0–0        | 0%         |
| Mỹ Mở rộng                  | A    | A    | VL2  | V1   |       | 0 / 1      | 0–1        | 0%         |
| Thắng–Bại                   | 0–0  | 0–0  | 0–0  | 0–1  | 0–0   | 0 / 1      | 0–1        | 0%         |
| ATP World Tour Masters 1000 |      |      |      |      |       |            |            |            |
| Indian Wells Masters        | A    | A    | A    | V2   | V3    | 0 / 2      | 3–2        | 60%        |
| Miami Masters               | A    | A    | A    | VL1  | BK    | 0 / 1      | 5–1        | 83%        |
| Monte-Carlo Masters         | A    | A    | A    | V1   | V2    | 0 / 2      | 1–2        | 50%        |
| Madrid Masters              | A    | A    | A    | A    | V2    | 0 / 1      | 1–1        | 50%        |
| Internazionali BNL d'Italia | A    | A    | A    | A    |       | 0 / 0      | 0–0        | 0%         |
| Rogers Cup                  | A    | VL1  | A    | V2   |       | 0 / 1      | 1–1        | 50%        |
| Cincinnati Masters          | A    | A    | A    | A    |       | 0 / 0      | 0–0        | 0%         |
| Thượng Hải Masters          | A    | A    | A    | A    |       | 0 / 0      | 0–0        | 0%         |
| Paris Masters               | A    | A    | A    | A    |       | 0 / 0      | 0–0        | 0%         |
| Thắng–Bại                   | 0–0  | 0–0  | 0–0  | 2–3  | 9–4   | 0 / 7      | 11–7       | 61%        |
| Đại diện quốc gia           |      |      |      |      |       |            |            |            |
| Davis Cup                   | A    | A    | A    | A    | VL    | 0 / 0      | 1–1        | 50%        |
| Thống kê sự nghiệp          |      |      |      |      |       |            |            |            |
|                             | 2015 | 2016 | 2017 | 2018 | 2019  | Sự nghiệp  | Sự nghiệp  | Sự nghiệp  |
| Giải đấu                    | 0    | 0    | 0    | 10   | 9     | 19         | 19         | 19         |
| Danh hiệu                   | 0    | 0    | 0    | 0    | 0     | 0          | 0          | 0          |
| Chung kết                   | 0    | 0    | 0    | 0    | 1     | 1          | 1          | 1          |
| Thắng–Bại Sân cứng          | 0–0  | 0–0  | 0–0  | 4–7  | 7–3   | 0 / 10     | 11–10      | 52%        |
| Thắng–Bại Sân đất nện       | 0–0  | 0–0  | 0–0  | 2–3  | 10–7  | 0 / 9      | 12–10      | 55%        |
| Thắng–Bại Sân cỏ            | 0–0  | 0–0  | 0–0  | 0–0  | 0–0   | 0 / 0      | 0–0        | 0%         |
| Tổng số Thắng–Bại           | 0–0  | 0–0  | 0–0  | 6–10 | 17–10 | 0 / 19     | 23–20      | 54%        |
| % Thắng                     | 0%   | 0%   | 0%   | 37%  | 63%   | 53.49%     | 53.49%     | 53.49%     |
| Xếp hạng cuối năm           | 760  | 601  | 162  | 108  |       | $1,095,570 | $1,095,570 | $1,095,570 |

## Thành tích đối đầu với tay vợt top 10
Dưới đây là thành tích đối đầu với các tay vợt đã từng nằm trong top 10 bảng xếp hạng ATP của Auger-Aliassime, trong đó tay vợt được in đậm là đã từng số 1. 
- Lucas Pouille 1–0
- Stefanos Tsitsipas 1–0
- Alexander Zverev 0–1
- John Isner 0–1
- Kei Nishikori 0–1
- Milos Raonic 0–1
- Rafael Nadal 0–1

* Tính đến ngày 8 tháng 5 năm 2019.

## Thắng tay vợt trong top 10
- Auger-Aiassime có thành tích đối đầu với các tay vợt này là 1–4 (.200), tại thời điểm trận đấu diễn ra, đứng trong top 10.

| Mùa giải | 2017 | 2018 | 2019 | Tổng số |
| Thắng    | 0    | 0    | 1    | 1       |

| #    | Tay vợt            | Xếp hạng | Giải đấu                     | Mặt sân | Vg | Tỷ số    | XHFAA |
| ---- | ------------------ | -------- | ---------------------------- | ------- | -- | -------- | ----- |
| 2019 |                    |          |                              |         |    |          |       |
| 1.   | Stefanos Tsitsipas | Số 10    | Indian Wells Masters, Hoa Kỳ | Cứng    | V2 | 6–4, 6–2 | 58    |